# انتخابات در لسوتو
کشور لسوتو در سطح ملی دارای یک نهاد قانون‌گذاری است که از دو مجلس تشکیل شده‌است. مجلس لسوتو دارای دو مجلس است:
- مجلس ملی متشکل از ۱۲۰ عضو است که برای دوره‌ای پنج‌ساله انتخاب می‌شوند. ۸۰ نفر از این اعضا از حوزه‌های انتخاباتی تک‌نماینده‌ای و به صورت مستقیم انتخاب می‌گردند، در حالی که ۴۰ نفر دیگر از طریق نظام نمایندگی تناسبی مختلط تعیین می‌شوند.
- مجلس سنا شامل ۳۳ عضو منصوب‌شده است، که به صورت غیرانتخابی و از طریق نهادهای سنتی یا انتصاب رسمی وارد این مجلس می‌شوند.

## انتخابات‌های پیشین
فهرست انتخابات‌های سراسری برگزارشده در لسوتو به شرح زیر است:
- انتخابات سراسری لسوتو (۱۹۷۰)
- انتخابات سراسری لسوتو (۱۹۸۵)
- انتخابات سراسری لسوتو (۱۹۹۳)
- انتخابات سراسری لسوتو (۱۹۹۸)
- انتخابات سراسری لسوتو (۲۰۰۲)
- انتخابات سراسری لسوتو (۲۰۰۷)
- انتخابات سراسری لسوتو (۲۰۱۲)
- انتخابات سراسری لسوتو (۲۰۱۵)
- انتخابات سراسری لسوتو (۲۰۱۷)
- انتخابات سراسری لسوتو (۲۰۲۲)

## آخرین انتخابات
بر پایه نتایج رسمی اعلام‌شده از سوی کمیسیون مستقل انتخابات لسوتو، نتایج احزاب سیاسی در انتخابات مجلس ملی ۲۰۲۲ به شرح زیر است:
| حزب                      | آرا     | ٪ آرا   | کرسی‌های حوزه‌ای (FPTP) | کرسی‌های فهرستی (نسبی) | مجموع کرسی‌ها | تغییر نسبت به دوره پیش |
| ------------------------ | ------- | ------- | --------------------- | --------------------- | ------------ | ---------------------- |
| انقلاب برای رفاه         | ۲۰۱٬۴۷۸ | ٪۳۸٫۸۹  | ۵۷                    | ۰                     | ۵۷           | جدید                   |
| کنگره دموکراتیک          | ۱۲۸٬۵۱۷ | ٪۲۴٫۸۱  | ۱۸                    | ۱۱                    | ۲۹           | ۱–                     |
| کنوانسیون همه باسوتو     | ۳۷٬۸۰۹  | ٪۷٫۳۰   | ۰                     | ۸                     | ۸            | ۴۰–                    |
| حزب اقدام باسوتو         | ۲۹٬۲۸۵  | ٪۵٫۶۵   | ۰                     | ۶                     | ۶            | جدید                   |
| ائتلاف دموکرات‌ها         | ۲۰٬۸۴۳  | ٪۴٫۰۲   | ۲                     | ۳                     | ۵            | ۴–                     |
| جنبش برای تغییر اقتصادی  | ۱۷٬۲۸۱  | ٪۳٫۳۴   | ۱                     | ۳                     | ۴            | ۲–                     |
| کنگره دموکراتیک لسوتو    | ۱۲٬۳۲۶  | ٪۲٫۳۸   | ۰                     | ۳                     | ۳            | ۸–                     |
| انقلابیون سوسیالیست      | ۱۰٬۷۳۸  | ٪۲٫۰۷   | ۱                     | ۱                     | ۲            | جدید                   |
| حزب ملی باسوتو           | ۷٬۳۶۷   | ٪۱٫۴۲   | ۰                     | ۱                     | ۱            | ۴–                     |
| جبهه مردمی برای دموکراسی | ۴٬۶۵۵   | ٪۰٫۹۰   | ۰                     | ۱                     | ۱            | ۲–                     |
| نشست سیاسی امپولوله      | ۴٬۴۸۵   | ٪۰٫۸۷   | ۰                     | ۱                     | ۱            | جدید                   |
| جنبش میثاق باسوتو        | ۴٬۱۱۷   | ٪۰٫۷۹   | ۰                     | ۱                     | ۱            | جدید                   |
| امید – مپاتلالاتسانه     | ۳٬۷۱۷   | ٪۰٫۷۲   | ۰                     | ۱                     | ۱            | جدید                   |
| حزب ملی مستقل            | ۳٬۷۰۴   | ٪۰٫۷۱   | ۱                     | ۰                     | ۱            | بدون تغییر             |
| سایر احزاب (بدون کرسی)   | –       | –       | ۰                     | ۰                     | ۰            | –                      |
| جمع کل                   | ۵۱۸٬۰۵۴ | ٪۱۰۰٫۰۰ | ۸۰                    | ۴۰                    | ۱۲۰          | –                      |